# Souboj generálů
Souboj generálů (v anglickém originále Commanders at War) je americko-britský vědecko-dokumentární seriál, jehož epizody mají divákovi nabídnout pohled, jak probíhaly největší bitvy ve druhé světové válce. Pohled má ukázat například efektivitu zbraní na určitou dálku nebo např. vybavení vojáků v armádách. Zbraně byly testovány na kartonových modelech, jež představovaly vojáky. Taktiky dvou generálů z obou táborů v každém díle zkoumali dnešní odborníci a současní (britští) generálové.

## Seznam dílů
1. Bitva o Singapur
2. Bitva u Midway
3. Druhá bitva u El Alameinu
4. Bitva u Stalingradu
5. Bitva v Kurském oblouku
6. Bitva v Ardenách